# 戈兰·弗拉奥维奇
戈兰·弗拉奥维奇（Goran Vlaović，1972年8月7日—），是一名已经退役的克羅地亞职业足球運動員，曾參與1998年世界杯獲得季軍。

## 生平
弗拉奥维奇早年曾效力過國內頂尖球隊萨格勒布迪纳摩，其間曾贏得過克羅地亞聯賽最佳射手(1993-94)。該季他一季取得二十九個入球，一度是該國聯賽紀錄。除此之外他則主要效力一些小型球會，如意大利的帕多瓦。1996年他加盟西甲爭標分子華倫西亞，乃弗拉奥维奇職業生涯較搶眼的時代。在這段期間他贏過1999年西班牙國王盃和1999年西班牙超級盃。
弗拉奥维奇在國家隊也是常客。他早於1992年入選，共為國家隊上陣51場入15球。1998年世界杯他在對賽德國中上場，取得了一個入球勝出，晉身四強。他在所有克罗地亚球员中，国家队进球数曾排在第二位，仅次于达沃·苏克，这一成绩直到2008年欧洲足球锦标赛才被达里奥·斯尔纳追平。
2000年弗拉奥维奇轉投希臘聯賽球會帕纳辛奈科斯，至2004年6月退役。

## 榮譽
- 世界杯季軍：1998
- 克羅地亞聯賽最佳射手：1993-94 (29球)